# جون إتش هولدريدغ
جون إتش هولدريدغ (بالإنجليزية: John H. Holdridge)‏ هو دبلوماسي أمريكي، ولد في 21 أغسطس 1924 في نيويورك في الولايات المتحدة، وتوفي في 12 يوليو 2001 في واشنطن العاصمة في الولايات المتحدة بسبب تليف رئوي.

## وصلات خارجية
- جون إتش هولدريدغ على موقع إن إن دي بي (الإنجليزية)